# Lavulampi
Lavulampi är en sjö i kommunen S:t Michel i landskapet Södra Savolax i Finland. Arean är 34 hektar och strandlinjen är 5,05 kilometer lång. Sjön  ingår i Vuoksens huvudavrinningsområde.   Den ligger omkring 34 kilometer sydöst om S:t Michel och omkring 210 kilometer nordöst om Helsingfors. 
I sjön finns ön Lavusaari. 